# Grand Prix Formule 1 van Monaco 2016

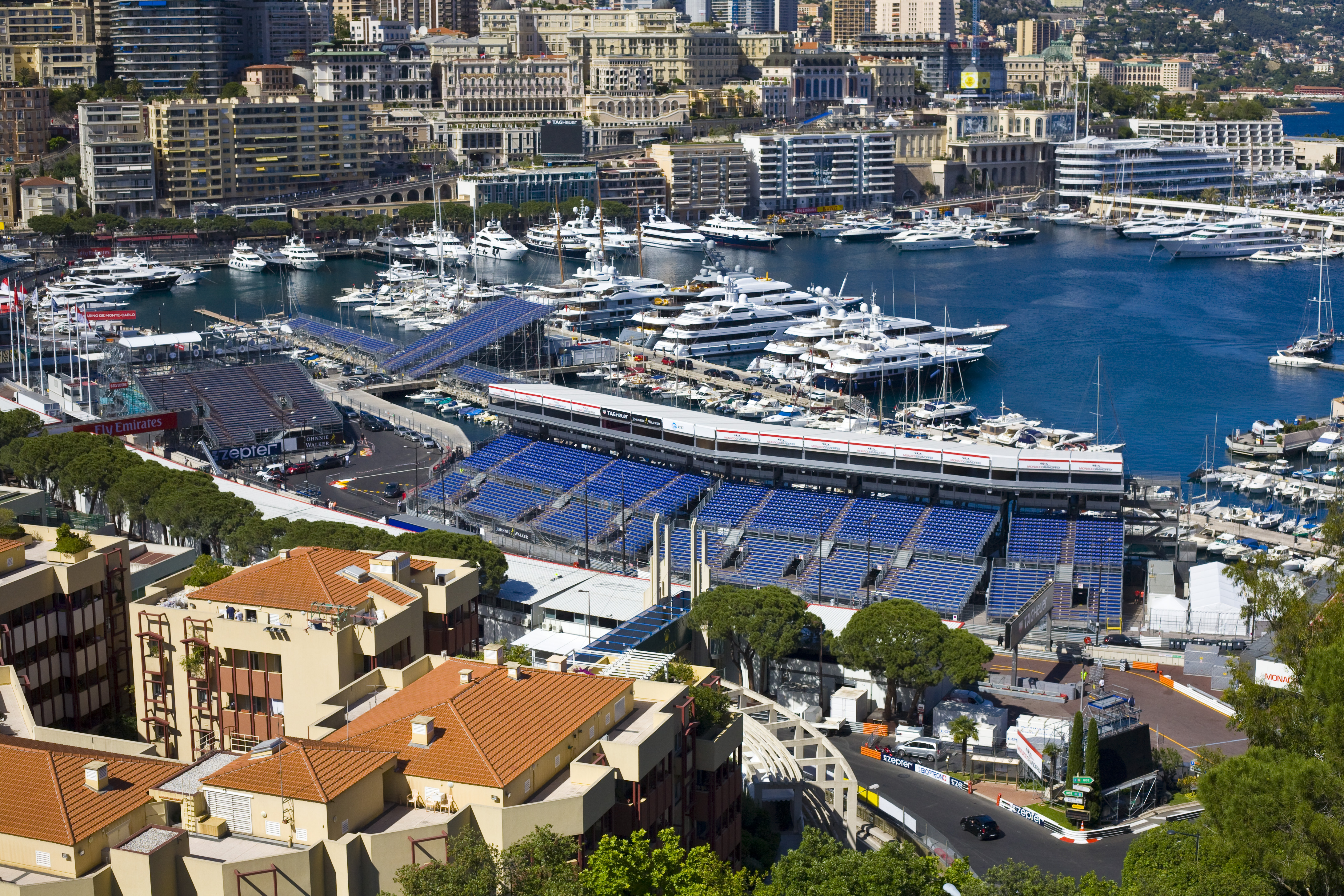
foto van een gedeelte van het circuit (zwembad en Rascasse zichtbaar) kort voor het race weekend

De Grand Prix Formule 1 van Monaco 2016 werd gehouden op 29 mei 2016 op het Circuit de Monaco. Het was de zesde race van het kampioenschap.

## Wedstrijdverslag

### Achtergrond
Voor het eerst dit jaar wordt er gebruik gemaakt van de "ultrasoft" band (herkenbaar aan de paarse streep op de zijkant van de band). Naast de ultrasoft is ook de "supersoft" (rode streep) en de "soft" band (gele streep) door Pirelli beschikbaar gesteld voor de race.

### Kwalificatie
Daniel Ricciardo behaalde zijn eerste pole position uit zijn Formule 1-carrière door de Mercedes-coureurs Nico Rosberg en Lewis Hamilton te verslaan. Sebastian Vettel kwalificeerde zich voor Ferrari op de vierde plaats, voor de sterk rijdende Force India-coureur Nico Hülkenberg. Kimi Räikkönen werd in de tweede Ferrari zesde, met de Toro Rosso van Carlos Sainz jr. achter zich. De top 10 werd afgesloten door de tweede Force India van Sergio Pérez, de tweede Toro Rosso van Daniil Kvjat en de McLaren van Fernando Alonso. In het eerste deel van de kwalificatie ( Q1) waren er twee situaties waarin een rode vlag getoond moest worden. Eerst blies Sauber-coureur Felipe Nasr zijn motor op, later crashte Max Verstappen in zijn Red Bull nadat hij de vangrail geraakt had en hierdoor zijn voorwielophanging beschadigd had.
Kimi Räikkönen kreeg na afloop van de derde vrije training een straf van vijf startplaatsen omdat hij zijn versnellingsbak moest wisselen. Hij moet de race hierdoor aanvangen vanaf de elfde positie. Verstappen beschadigde bij zijn crash in de kwalificatie zijn auto zodanig dat het team een nieuw chassis moest gebruiken om de auto opnieuw op te bouwen, als gevolg daar van startte Verstappen vanuit de pitstraat. Ook Felipe Nasr startte na zijn problemen in de kwalificatie vanuit de pitstraat.

### Race
De race begon onder natte omstandigheden, waardoor de safetycar de eerste ronden van de race het veld aanvoerde. Lewis Hamilton wist door een slimme tactiek (hij maakte slechts één pitstop) zijn eerste race van het jaar te winnen. Daniel Ricciardo finishte als tweede; vanwege problemen tijdens zijn tweede pitstop verloor hij de leiding van de race. Sergio Pérez werd verrassend derde door Sebastian Vettel voor te blijven. Fernando Alonso behaalde een knappe vijfde plaats, voor Nico Hülkenberg, die enkele meters voor de finish Nico Rosberg in wist te halen. Carlos Sainz jr. eindigde de race als achtste, voor de McLaren van Jenson Button en de Williams van Felipe Massa.
Twee coureurs ontvingen drie startplaatsen straf voor de volgende race. Sauber-coureur Marcus Ericsson werd bestraft naar aanleiding van de crash met zijn teamgenoot Felipe Nasr in de bocht Rascasse, terwijl Daniil Kvjat dezelfde straf ontving nadat hij zich van een ronde achterstand wilde ontdoen en tegen de Renault van Kevin Magnussen reed.

## Vrije trainingen
- Er wordt enkel de top 5 weergegeven.

| Vrije training 1 | Pos | No | Coureur          | Constructeur       | Tijd     |
| ---------------- | --- | -- | ---------------- | ------------------ | -------- |
| Vrije training 1 | 1   | 44 | Lewis Hamilton   | Mercedes           | 1:15.537 |
| Vrije training 1 | 2   | 6  | Nico Rosberg     | Mercedes           | 1:15.638 |
| Vrije training 1 | 3   | 5  | Sebastian Vettel | Ferrari            | 1:15.956 |
| Vrije training 1 | 4   | 3  | Daniel Ricciardo | Red Bull-TAG Heuer | 1:16.308 |
| Vrije training 1 | 5   | 33 | Max Verstappen   | Red Bull-TAG Heuer | 1:16.371 |
| Vrije training 2 | Pos | No | Coureur          | Constructeur       | Tijd     |
| Vrije training 2 | 1   | 3  | Daniel Ricciardo | Red Bull-TAG Heuer | 1:14.607 |
| Vrije training 2 | 2   | 44 | Lewis Hamilton   | Mercedes           | 1:15.213 |
| Vrije training 2 | 3   | 6  | Nico Rosberg     | Mercedes           | 1:15.506 |
| Vrije training 2 | 4   | 33 | Max Verstappen   | Red Bull-TAG Heuer | 1:15.571 |
| Vrije training 2 | 5   | 26 | Daniil Kvjat     | Toro Rosso-Ferrari | 1:15.815 |
| Vrije training 3 | Pos | No | Coureur          | Constructeur       | Tijd     |
| Vrije training 3 | 1   | 5  | Sebastian Vettel | Ferrari            | 1:14.650 |
| Vrije training 3 | 2   | 44 | Lewis Hamilton   | Mercedes           | 1:14.668 |
| Vrije training 3 | 3   | 6  | Nico Rosberg     | Mercedes           | 1:14.772 |
| Vrije training 3 | 4   | 3  | Daniel Ricciardo | Red Bull-TAG Heuer | 1:14.807 |
| Vrije training 3 | 5   | 33 | Max Verstappen   | Red Bull-TAG Heuer | 1:15.081 |

Testcoureurs: geen

## Kwalificatie
| Pos                 | No | Coureur           | Constructeur         | Q1        | Q2       | Q3       | Grid |
| ------------------- | -- | ----------------- | -------------------- | --------- | -------- | -------- | ---- |
| 1                   | 3  | Daniel Ricciardo  | Red Bull-TAG Heuer   | 1:14.912  | 1:14.357 | 1:13.622 | 1    |
| 2                   | 6  | Nico Rosberg      | Mercedes             | 1:14.873  | 1:14.043 | 1:13.791 | 2    |
| 3                   | 44 | Lewis Hamilton    | Mercedes             | 1:14.826  | 1:14.056 | 1:13.942 | 3    |
| 4                   | 5  | Sebastian Vettel  | Ferrari              | 1:14.610  | 1:14.318 | 1:14.552 | 4    |
| 5                   | 27 | Nico Hülkenberg   | Force India-Mercedes | 1:15.333  | 1:14.989 | 1:14.726 | 5    |
| 6                   | 7  | Kimi Räikkönen    | Ferrari              | 1:15.499  | 1:14.789 | 1:14.732 | 11   |
| 7                   | 55 | Carlos Sainz jr.  | Toro Rosso-Ferrari   | 1:15.467  | 1:14.805 | 1:14.749 | 6    |
| 8                   | 11 | Sergio Pérez      | Force India-Mercedes | 1:15.328  | 1:14.937 | 1:14.902 | 7    |
| 9                   | 26 | Daniil Kvjat      | Toro Rosso-Ferrari   | 1:15.384  | 1:14.794 | 1:15.273 | 8    |
| 10                  | 14 | Fernando Alonso   | McLaren-Honda        | 1:15.504  | 1:15.107 | 1:15.363 | 9    |
| 11                  | 77 | Valtteri Bottas   | Williams-Mercedes    | 1:15.521  | 1:15.273 |          | 10   |
| 12                  | 21 | Esteban Gutiérrez | Haas-Ferrari         | 1:15.592  | 1:15.293 |          | 12   |
| 13                  | 22 | Jenson Button     | McLaren-Honda        | 1:15.554  | 1:15.352 |          | 13   |
| 14                  | 19 | Felipe Massa      | Williams-Mercedes    | 1:15.710  | 1:15.385 |          | 14   |
| 15                  | 8  | Romain Grosjean   | Haas-Ferrari         | 1:15.465  | 1:15.571 |          | 15   |
| 16                  | 20 | Kevin Magnussen   | Renault              | 1:16.253  | 1:16.058 |          | 16   |
| 17                  | 9  | Marcus Ericsson   | Sauber-Ferrari       | 1:16.299  |          |          | 17   |
| 18                  | 30 | Jolyon Palmer     | Renault              | 1:16.586  |          |          | 18   |
| 19                  | 88 | Rio Haryanto      | MRT-Mercedes         | 1:17.295  |          |          | 19   |
| 20                  | 94 | Pascal Wehrlein   | MRT-Mercedes         | 1:17.452  |          |          | 20   |
| 107% tijd: 1:19.832 |    |                   |                      |           |          |          |      |
| 21                  | 33 | Max Verstappen    | Red Bull-TAG Heuer   | 1:22.467  |          |          | Pit  |
| 22                  | 12 | Felipe Nasr       | Sauber-Ferrari       | geen tijd |          |          | Pit  |

## Race
| Pos | No | Coureur           | Constructeur         | Rondes | Tijd/Oorzaak uitval | Grid | Punten |
| --- | -- | ----------------- | -------------------- | ------ | ------------------- | ---- | ------ |
| 1   | 44 | Lewis Hamilton    | Mercedes             | 78     | 1:59:29.133         | 3    | 25     |
| 2   | 3  | Daniel Ricciardo  | Red Bull-TAG Heuer   | 78     | +7.252              | 1    | 18     |
| 3   | 11 | Sergio Pérez      | Force India-Mercedes | 78     | +13.825             | 7    | 15     |
| 4   | 5  | Sebastian Vettel  | Ferrari              | 78     | +15.846             | 4    | 12     |
| 5   | 14 | Fernando Alonso   | McLaren-Honda        | 78     | +1:25.076           | 9    | 10     |
| 6   | 27 | Nico Hülkenberg   | Force India-Mercedes | 78     | +1:32.999           | 5    | 8      |
| 7   | 6  | Nico Rosberg      | Mercedes             | 78     | +1:33.290           | 2    | 6      |
| 8   | 55 | Carlos Sainz jr.  | Toro Rosso-Ferrari   | 77     | +1 ronde            | 6    | 4      |
| 9   | 22 | Jenson Button     | McLaren-Honda        | 77     | +1 ronde            | 13   | 2      |
| 10  | 19 | Felipe Massa      | Williams-Mercedes    | 77     | +1 ronde            | 14   | 1      |
| 11  | 21 | Esteban Gutiérrez | Haas-Ferrari         | 77     | +1 ronde            | 12   |        |
| 12  | 77 | Valtteri Bottas   | Williams-Mercedes    | 77     | +1 ronde            | 10   |        |
| 13  | 8  | Romain Grosjean   | Haas-Ferrari         | 76     | +2 ronden           | 15   |        |
| 14  | 94 | Pascal Wehrlein   | MRT-Mercedes         | 76     | +2 ronden           | 20   |        |
| 15  | 88 | Rio Haryanto      | MRT-Mercedes         | 74     | +2 ronden           | 19   |        |
| DNF | 9  | Marcus Ericsson   | Sauber-Ferrari       | 51     | Schade ongeluk      | 17   |        |
| DNF | 12 | Felipe Nasr       | Sauber-Ferrari       | 48     | Ongeluk             | Pit  |        |
| DNF | 33 | Max Verstappen    | Red Bull-TAG Heuer   | 34     | Ongeluk             | Pit  |        |
| DNF | 20 | Kevin Magnussen   | Renault              | 32     | Ongeluk             | 16   |        |
| DNF | 26 | Daniil Kvjat      | Toro Rosso-Ferrari   | 18     | Ongeluk             | 8    |        |
| DNF | 7  | Kimi Räikkönen    | Ferrari              | 10     | Ongeluk             | 11   |        |
| DNF | 30 | Jolyon Palmer     | Renault              | 7      | Ongeluk             | 18   |        |

## Tussenstanden wereldkampioenschap
Betreft tussenstanden voor het wereldkampioenschap na afloop van de race.

### Coureurs
| Positie | No. | Rijder           | Team                 | Punten |
| ------- | --- | ---------------- | -------------------- | ------ |
| 01      | 6   | Nico Rosberg     | Mercedes             | 106    |
| 02      | 44  | Lewis Hamilton   | Mercedes             | 82     |
| 03      | 3   | Daniel Ricciardo | Red Bull-TAG Heuer   | 66     |
| 04      | 7   | Kimi Räikkönen   | Ferrari              | 61     |
| 05      | 5   | Sebastian Vettel | Ferrari              | 60     |
| 06      | 33  | Max Verstappen   | Red Bull-TAG Heuer   | 38     |
| 07      | 19  | Felipe Massa     | Williams-Mercedes    | 37     |
| 08      | 77  | Valtteri Bottas  | Williams-Mercedes    | 29     |
| 09      | 11  | Sergio Pérez     | Force India-Mercedes | 23     |
| 10      | 26  | Daniil Kvjat     | Toro Rosso-Ferrari   | 22     |

### Constructeurs
| Positie | Team                 | Punten |
| ------- | -------------------- | ------ |
| 01      | Mercedes             | 188    |
| 02      | Ferrari              | 121    |
| 03      | Red Bull-TAG Heuer   | 112    |
| 04      | Williams-Mercedes    | 66     |
| 05      | Force India-Mercedes | 37     |
| 06      | Toro Rosso-Ferrari   | 30     |
| 07      | McLaren-Honda        | 24     |
| 08      | Haas-Ferrari         | 22     |
| 09      | Renault              | 6      |